# Noviherbaspirillum psychrotolerans
Noviherbaspirillum psychrotolerans es una bacteria gramnegativa del género Noviherbaspirillum. Fue descrita en el año 2013. Su etimología hace referencia a la tolerancia al frío. Anteriormente se describió como Herbaspirillum psychrotolerans en el mismo año. Es anaerobia facultativa y móvil. Tiene un tamaño de 0,8-1,2 μm de ancho por 3,5-4,5 μm de largo. Forma colonias circulares, lisas, convexas y blancas en agar NA tras 7 días de incubación. Temperatura de crecimiento entre -5 y 30 °C, óptima de 14-20 °C. Catalasa positiva y oxidasa negativa. Es sensible a gentamicina, kanamicina y rifampicina. Resistente a ampicilina, cefalosporina, eritromicina, metronidazol, novobiocina, penicilina y fosfomicina. Tiene un contenido de G+C de 62,5%. Se ha aislado de una muestra de suela en las colinas Larsemann, Antártida. 